# 池田綱政

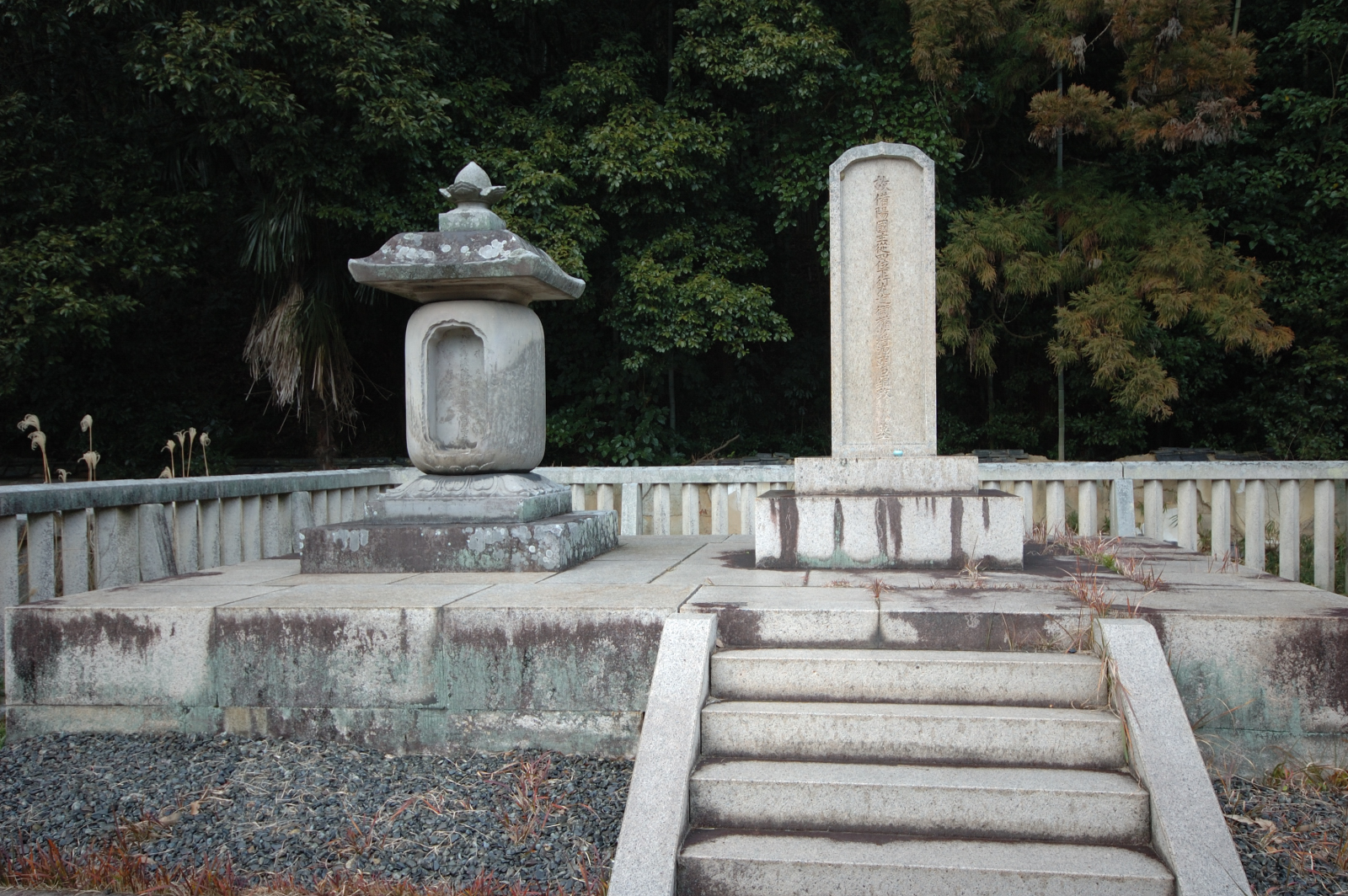
曹源寺の綱政夫妻の墓。右が綱政の墓。

池田 綱政（いけだ つなまさ）は、備前岡山藩の藩主（池田家宗家）。幼名は太郎。初名は興輝（おきてる）、のちに将軍・徳川家綱と父・池田光政より偏諱の授与を受け綱政に改名。後楽園造営で有名な人物である。

## 生涯
江戸時代前期の名君として著名な池田光政の長男。母は本多忠刻と千姫の娘・勝子。父・光政が30歳のとき、江戸藩邸で誕生した。寛文12年（1672年）に光政の隠居に伴って家督を継いだが、父が存命中の藩政は隠居した父によって行なわれた。天和2年（1682年）、父の死によって自ら藩政に取りかかる。
光政の治世により岡山藩は藩政が安定したが、大藩になればなるほど何事においても支出が増大し、そのために光政の治世末期から綱政が家督を継いだ頃には岡山藩は財政難に見舞われていた。このため、綱政は津田永忠、服部図書らを登用して財政再建に取りかかった。綱政は、財政再建のためには農村再建による新田開発が必要であると考えていた。また、この頃、岡山藩は大洪水などの天災が発生して多難を極めていた。そのため、津田永忠を用いて児島湾に大がかりな干拓を行ない、洪水対策として百間川や倉安川の治水工事を行なった。この農業政策は成功し、岡山藩は財政が再建されることとなった。
綱政は造営事業にも熱心で、元禄11年（1698年）には池田氏の菩提寺である曹源寺を創建する。元禄13年（1700年）には、やはり永忠を責任者として現在、日本三名園の一つとして有名な後楽園を造営する。その他にも、備前吉備津宮（現在の吉備津彦神社）を造営した。また、曽祖父の輝政が三河国吉田城（愛知県豊橋市今橋町）の城主であった時に信心していた縁で、三河国の行基開基の岩屋観音（同県同市大岩町）にも多大な寄進をしている。宝永4年（1707年）、東海道白須賀宿に宿泊中に観音が夢に現れ、立ち退くようにお告げがあり、急ぎ二川宿へ向かったところ、いわゆる宝永地震が起こり、白須賀宿は大津波に飲み込まれたが、綱政一行は無事であったというエピソードも残る。しかし、実際にはこの地震のとき綱政は岡山の後楽園で能に興じ揺れを感じており（『岡山藩主池田綱政の日記』）、間一髪、被災をのがれたというわけではない。正徳4年（1714年）、77歳で死去。跡を四男の池田継政が継いだ。法名は曹源寺殿湛然徳峰大居士。墓所は岡山県岡山市中区円山の曹源寺。
磯田道史は著書『殿様の通信簿』において『土芥寇讎記』（各大名家の内情を記した古文書）を引用し、「生まれつき馬鹿」「愚か者で分別がない」などと記され、「特に色を好むことには限度はなく、手当たり次第に女に手を出した結果、70人以上の子供を作った」が、綱政の著作をみると優れた文化人の側面をもっていたと評価できるとしている。『土芥寇讎記』では父の光政、弟の政言が高評価され、比較対象とされた綱政は相対的に評価が低い。また『土芥寇讎記』は儒学の素養の少ない者、男色や女色、または文化活動に勤しむ者を低評価する傾向がある。さらに同書では当時の領内を「民間は富み豊かである」としており、綱政は行政面において一定の成功をおさめていることを無視することはしていない。
子沢山についてであるが、『寛政重修諸家譜』では14人となっており、幕府には少なめに届けたようである。現実には後継者となり得る男子はことごとく早世しており、子女の多さは深刻な後継者問題の現れと考えられる。例えば、六男（公式には長男）吉政は18歳、十五男（公式には三男）政順は14歳で死去している。正徳3年（1713年）、70歳を超えた綱政は12歳の十七男継政（公式には四男）を嫡子にせざるを得ない状況であった（幕府には14歳と官年を届け出る）。なお、九男（公式には次男）軌隆は41歳まで生きているものの、生来多病を理由に後継候補者から外されている。
『土芥寇讎記』では「文盲」とも書かれているが、これは『土芥寇讎記』が儒教を重視した評価をしているためであり、綱政が儒学的な学問には興味がなかったというだけのことである。綱政はその他の教養に優れ、特に和歌や書に優れていたという。前出の磯田によれば、綱政は公家の衣装で葬ってくれと遺言するほど京文化に憧れを持ち、多くの側室なども京から招いており、武骨な気風を重んじる父・光政とは趣向が異なっていた。これは、光政と綱政の世代が戦国を知っている世代と知らない世代の境目にあるからでもあり、この時代に共通した大名の公家化の事例としている。
能に詳しく、たびたび自ら家臣や領民に能を自ら舞い披露したことでも知られる。

## 他藩との関係
鳥取藩主の池田綱清をライバル視し、積極的に官位昇進運動を行った。自分よりも「少将成」（しょうしょうなり、少将への昇進）の早かった綱清に対抗心を抱いたのである。
元禄9年（1696年）には、当時の幕府の実力者柳沢吉保に対し、岡山藩池田家を本家、鳥取藩池田家を分家と扱って欲しいこと、嫡子・政順の初官に対する不満などを訴えている。当初から岡山藩主家の方が池田氏の宗家であるが、鳥取藩主家は池田輝政と徳川家康の次女督姫の間に生まれた池田忠雄の家系であるため優遇されていたのである。

## 系譜
- 正室：千子 - 丹羽光重の娘
  - 次女：松子 - 松平綱国婚約者のち堀田正仲正室
  - 三女：妻子 - 金森頼旹婚約者
  - 四女：振子 - 本多忠国正室
- 側室：初
  - 五男：恒行
- 側室：玉岡
  - 六男：吉政
- 側室：菊野
  - 九男：軌隆
- 側室：太田氏
  - 九女：品子 - 法林院、毛利吉元正室
- 側室：梅辻
  - 十女：菊 - 玉仙院、山内豊房継室
  - 十一女：春子 - 立花鑑任正室
- 側室：幸品
  - 十五男：政順
  - 十七男：継政
  - 十八男：政純
- 生母不明の子女
  - 四男：輝尹
  - 十一男：土倉一明 - 土倉一長養子
- 養子
  - 吉子 - 滝川一宗娘、池田政倚正室
  - 智子 - 池田軌隆娘、一条兼香継室

## 演じた俳優
- 那須伸太朗：「水戸黄門第1部」（1969年）
- 倉丘伸太朗：「水戸黄門第3部」（1972年）
- 大竹修造：「水戸黄門第25部」（1997年）
- 西園寺章雄：「水戸黄門第31部」（2003年）